# گرداب (فیلم ۱۹۴۹)
گرداب (به انگلیسی: Whirlpool) فیلمی در ژانر جنایی به کارگردانی اتو پرمینگر محصول ایالات متحدهٔ آمریکا است که در سال ۱۹۴۹ منتشر شد.

## بازیگران
- جین تیرنی
- ریچارد کونته
- خوزه فرر
- چارلز بیکفورد
- باربارا اونیل
- کونستانس کولیر
- راجر مور
- جی ایتن